# Parastactobia talakalahena
Parastactobia talakalahena är en nattsländeart som beskrevs av Schmid 1958. Parastactobia talakalahena ingår i släktet Parastactobia och familjen smånattsländor. Inga underarter finns listade i Catalogue of Life.